# Fenouil commun
Foeniculum vulgare · Fenouil
Pour les articles homonymes, voir fenouil.
Espèce
Classification phylogénétique
Statut de conservation UICN

 LC  : Préoccupation mineure
Le Fenouil ou Fenouil commun (Foeniculum vulgare, syn. Foeniculum officinale) est une espèce de plantes à fleurs de la famille des apiacées (ombellifères). C'est une plante généralement vivace mais parfois bisannuelle. Les variétés cultivées de cette espèce de fenouil sont utilisées en alimentation pour le renflement bulbeux et charnu de leurs feuilles imbriquées les unes dans les autres. Ce n'est pas un bulbe véritable (comme l'oignon). Cette plante s'est naturalisée à travers le monde principalement dans les biomes au climat méditerranéen.

## Caractéristiques
La plante peut atteindre 1,50 à 2,50 m de haut, son port est léger, ses grosses racines fusiformes sont presque toujours bifides. Les feuilles basales sont 3 à 4 fois pennatiséquées, à lanières nombreuses, filiformes, très allongées ; les feuilles supérieures sont dotées d'une gaine plus longue que le limbe.

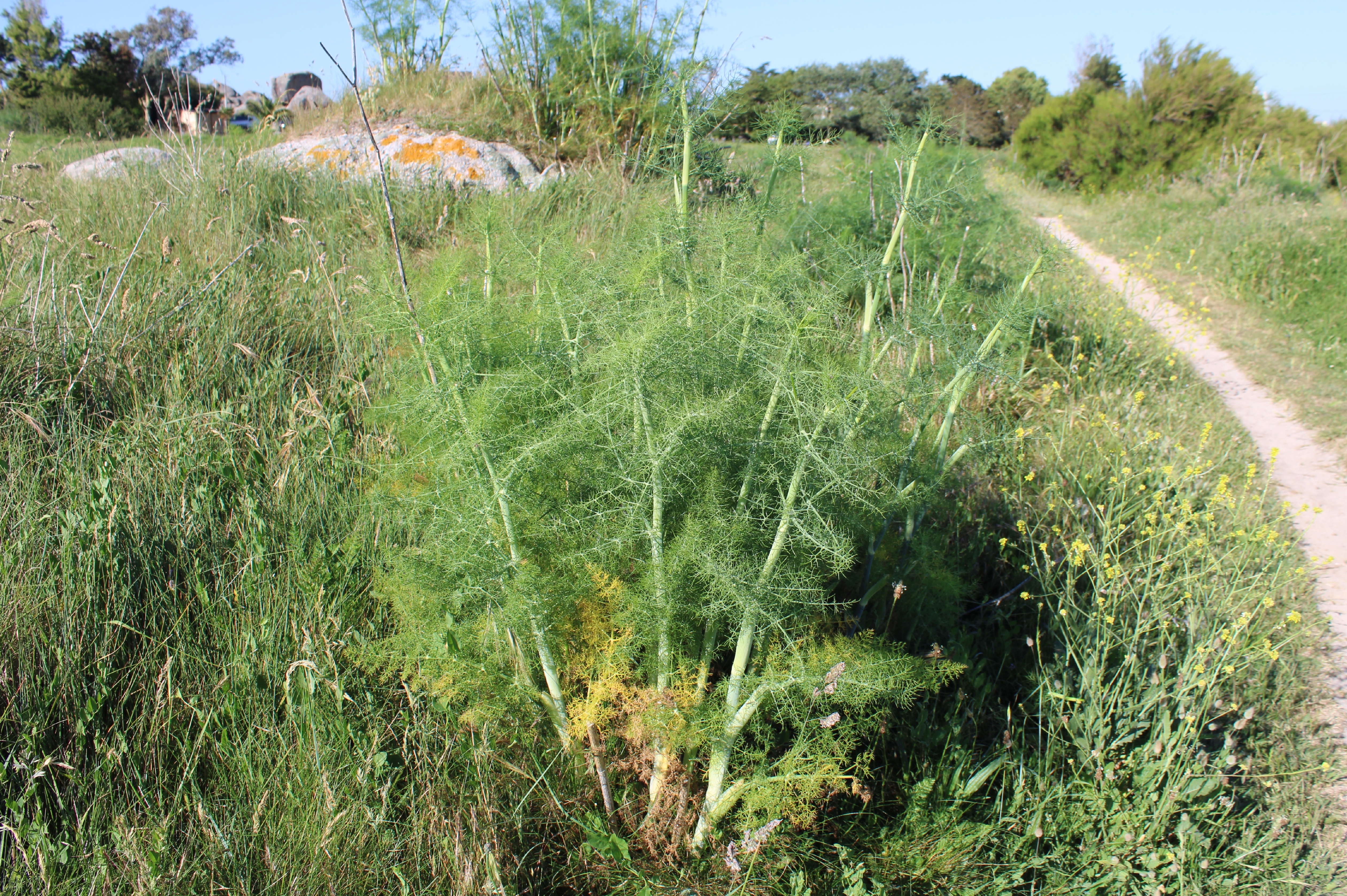
Fenouil sauvage dans les dunes de Plouescat (Finistère).
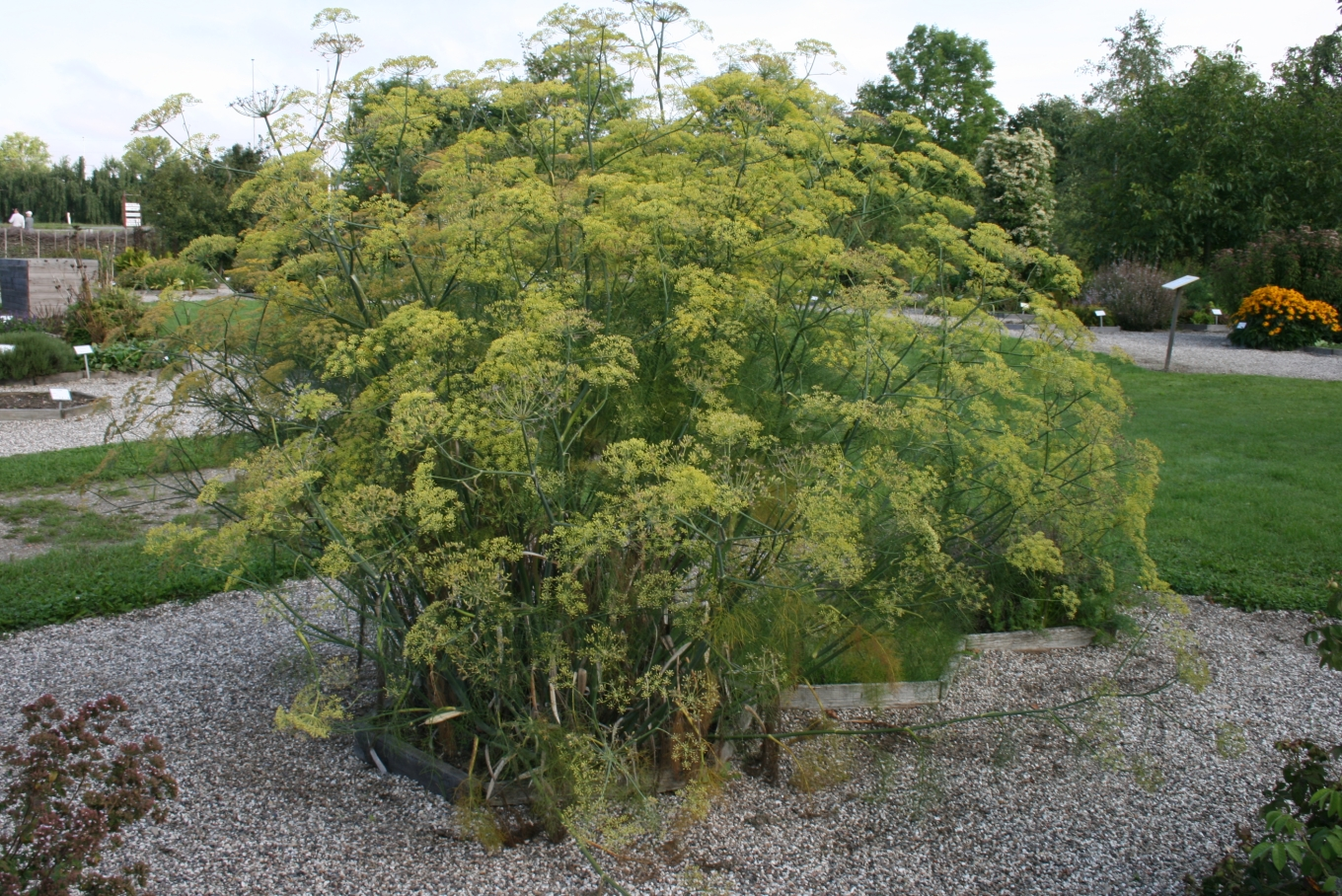
Plante adulte de jardin botanique.
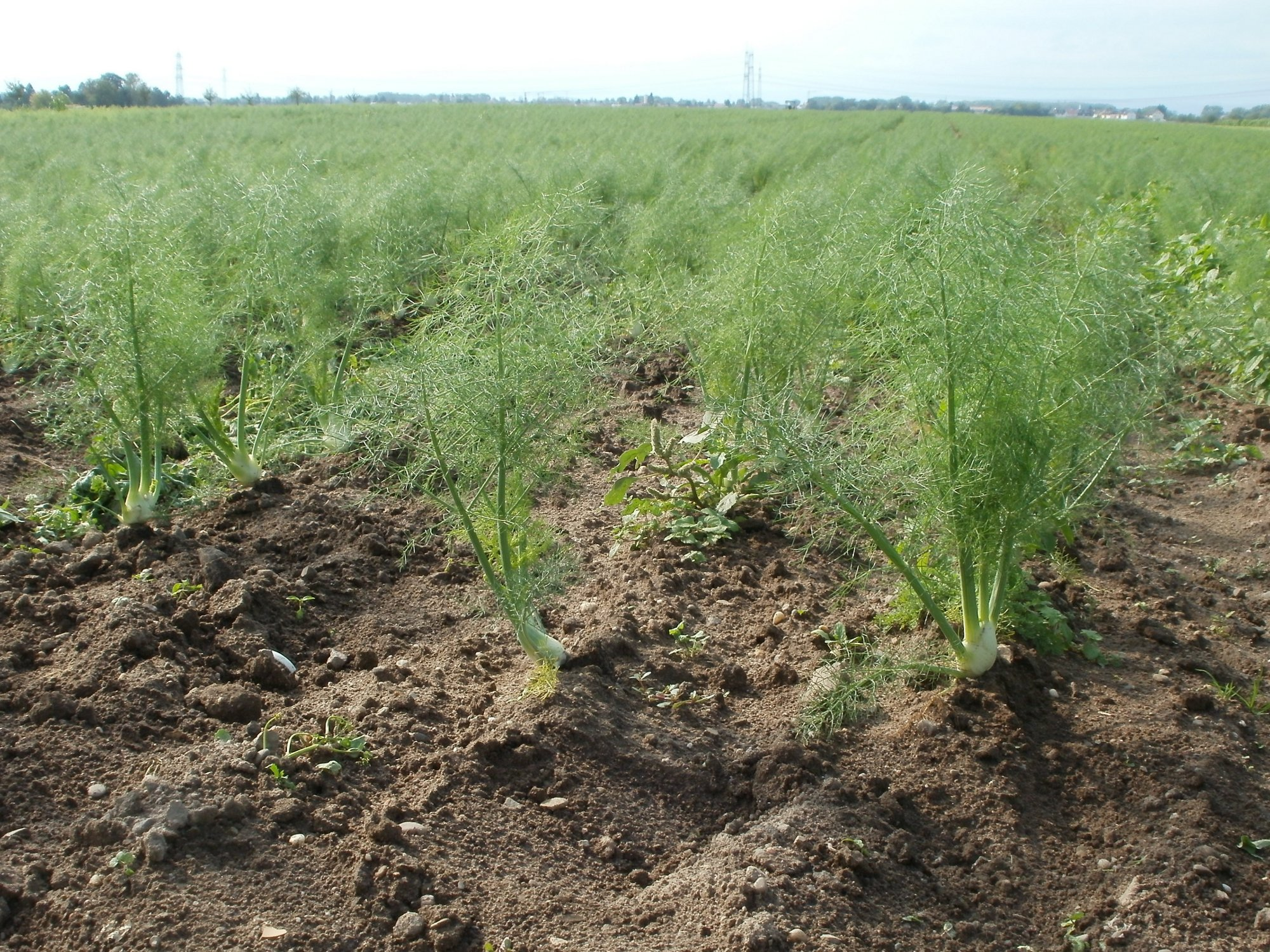
Culture agricole en champ.

Les tiges sont cannelées et brillantes. Elles persistent parfois dressées d'une année sur l'autre.

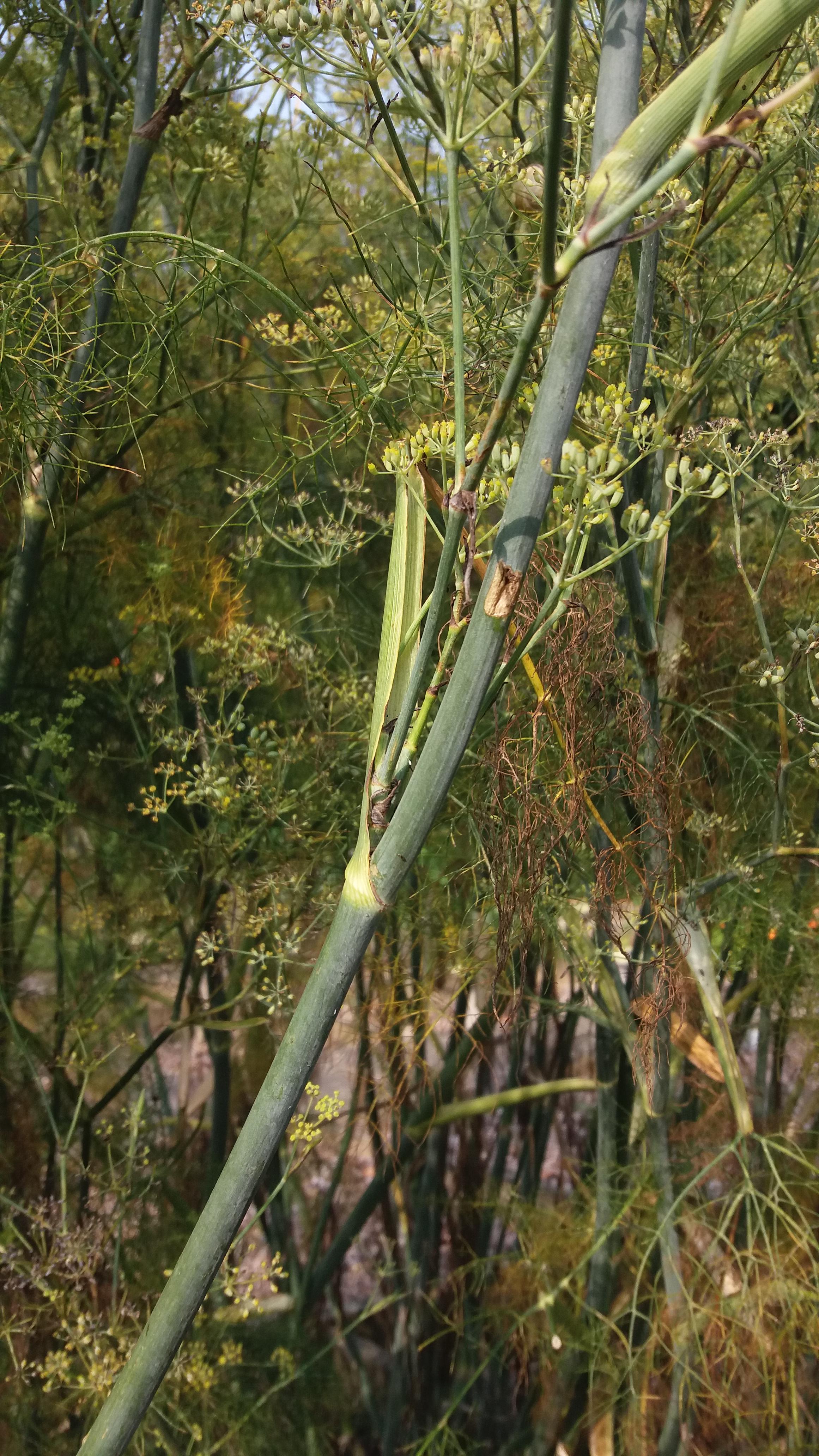
Tige.
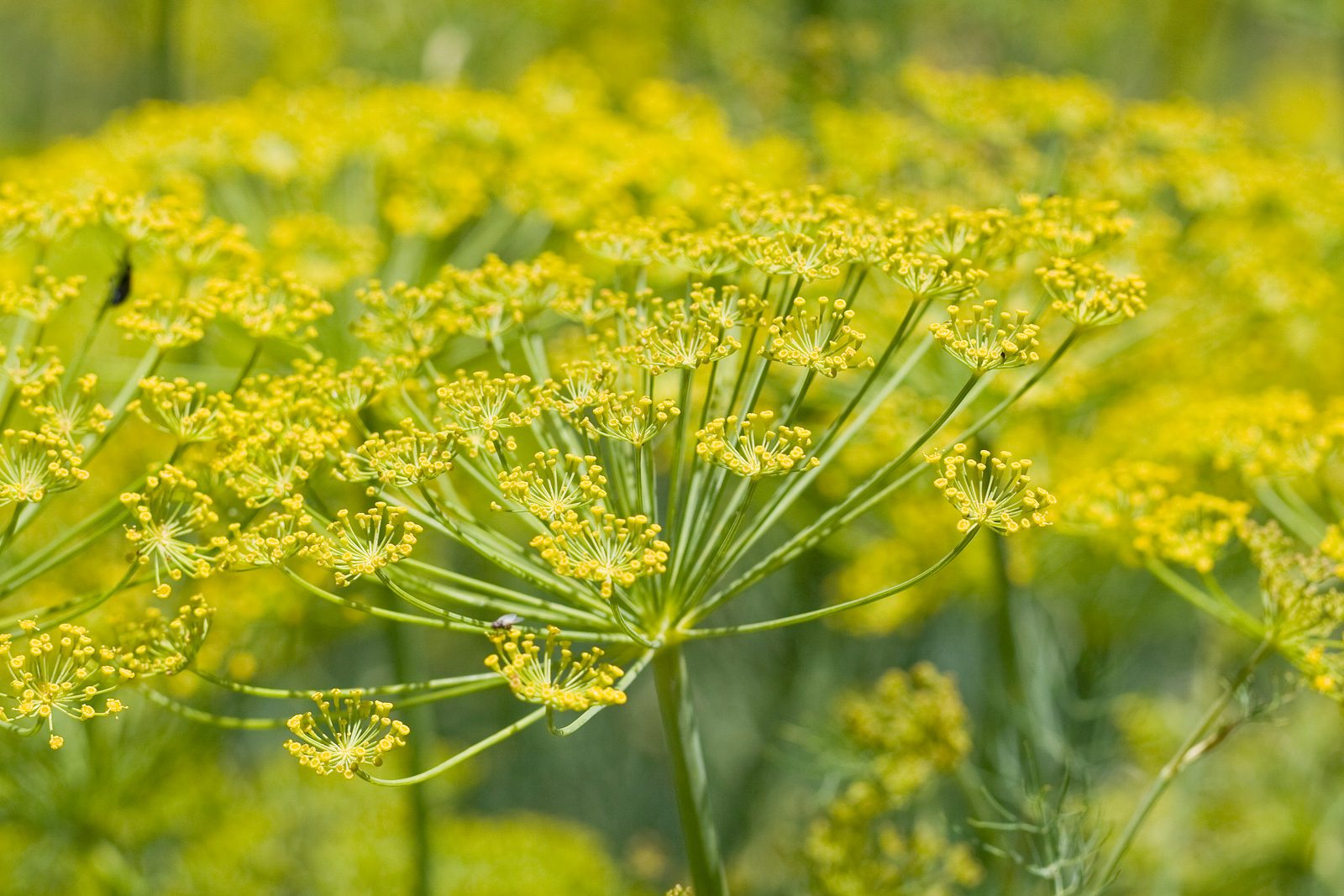
Fleurs.
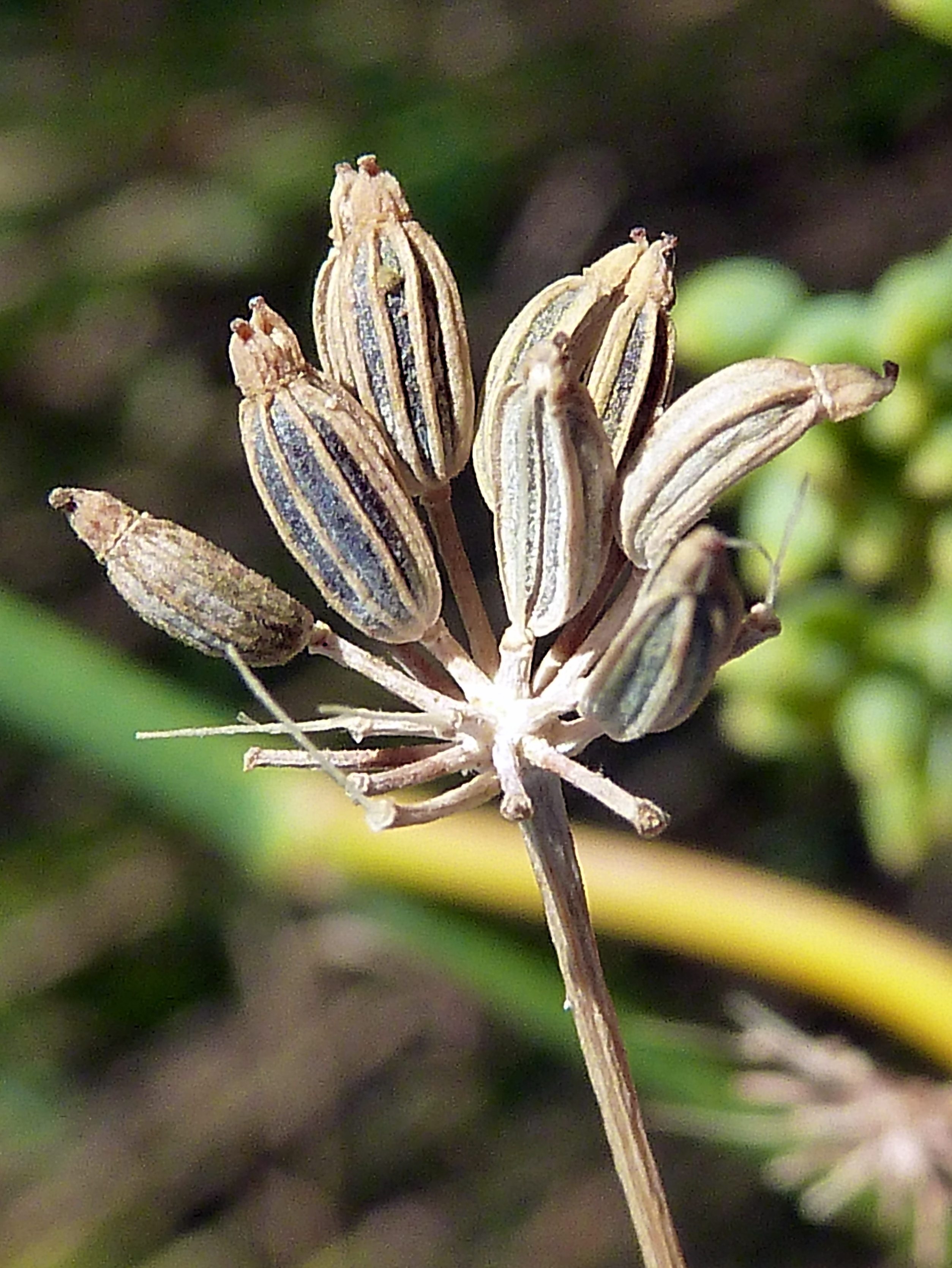
Fruits.
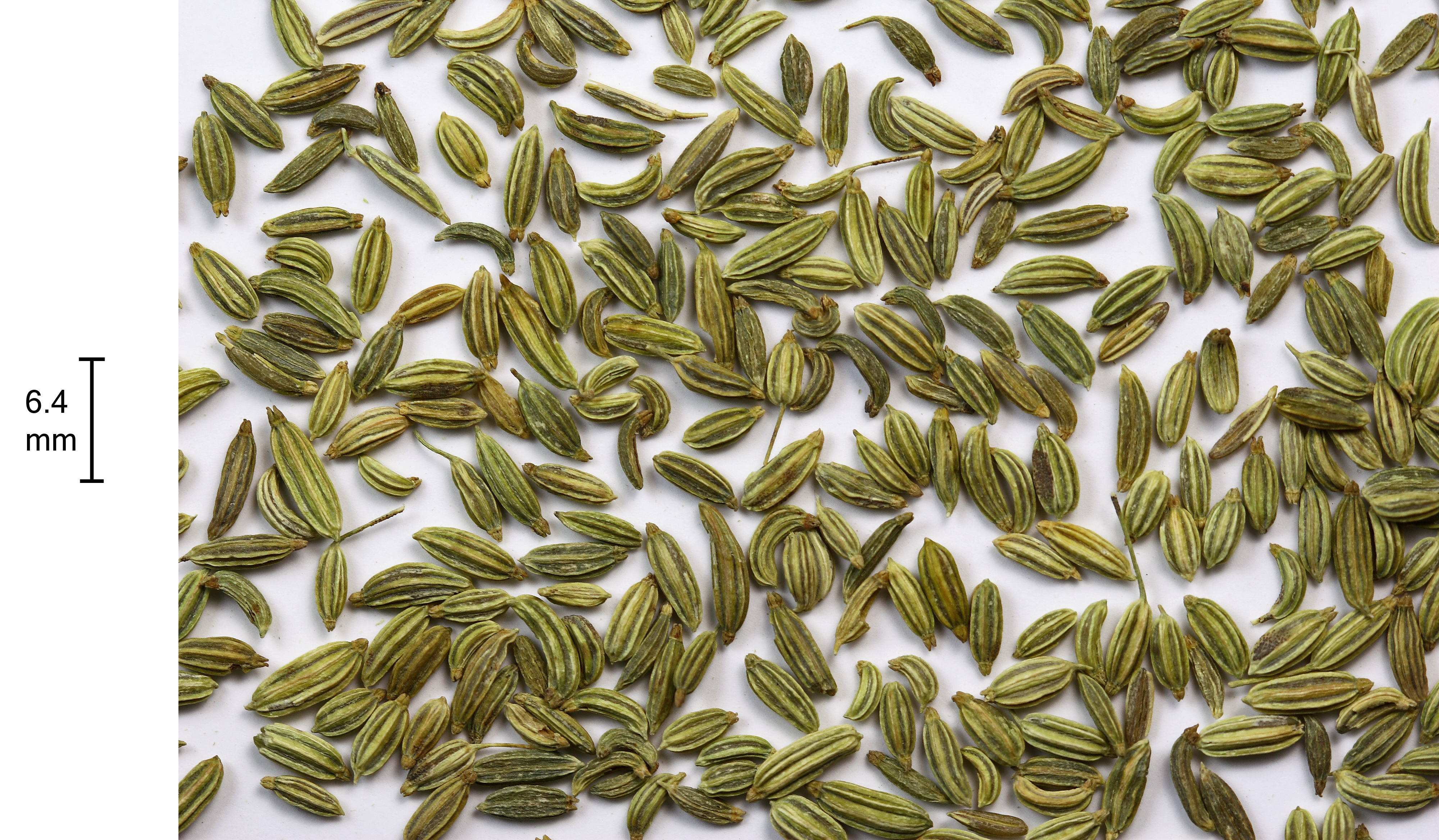
Graines.

Les fleurs jaunes réunies en ombelles plates de 7 à 10 cm sont constituées de 5 pétales à lobe arrondi, enroulés, sans sépales. Elles apparaissent généralement en août / septembre.
Leur parfum est très anisé. Le fruit est formé de 2 akènes, il est rainuré par 5 côtes de forme ovoïde.

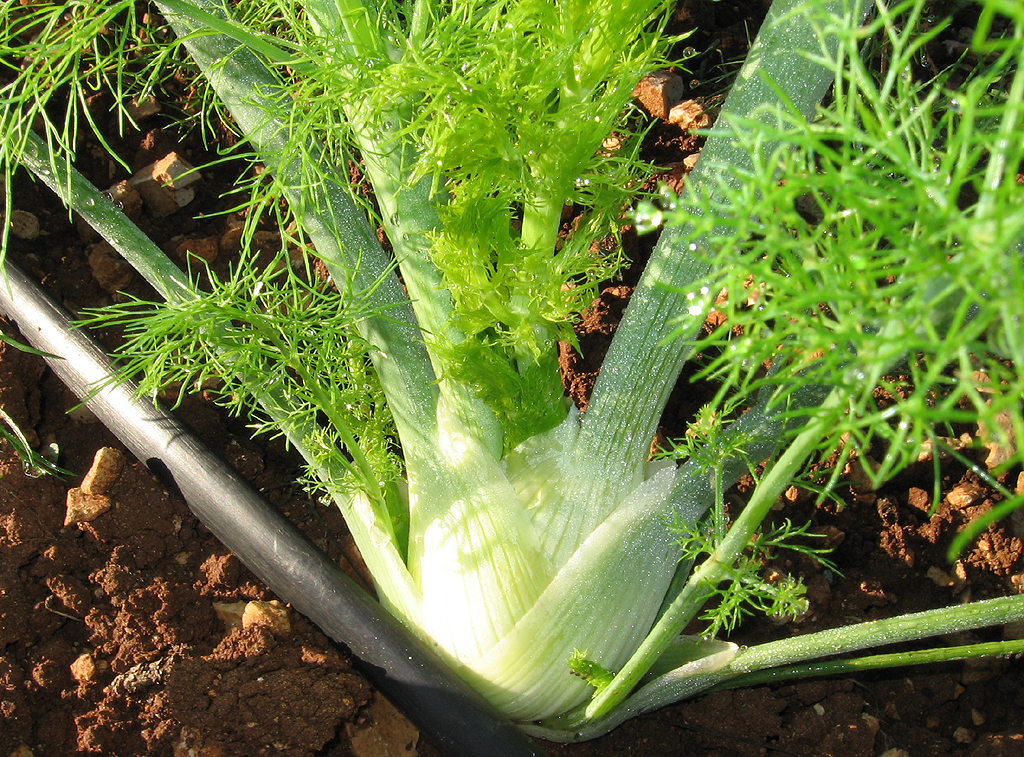
Prêt à récolter.
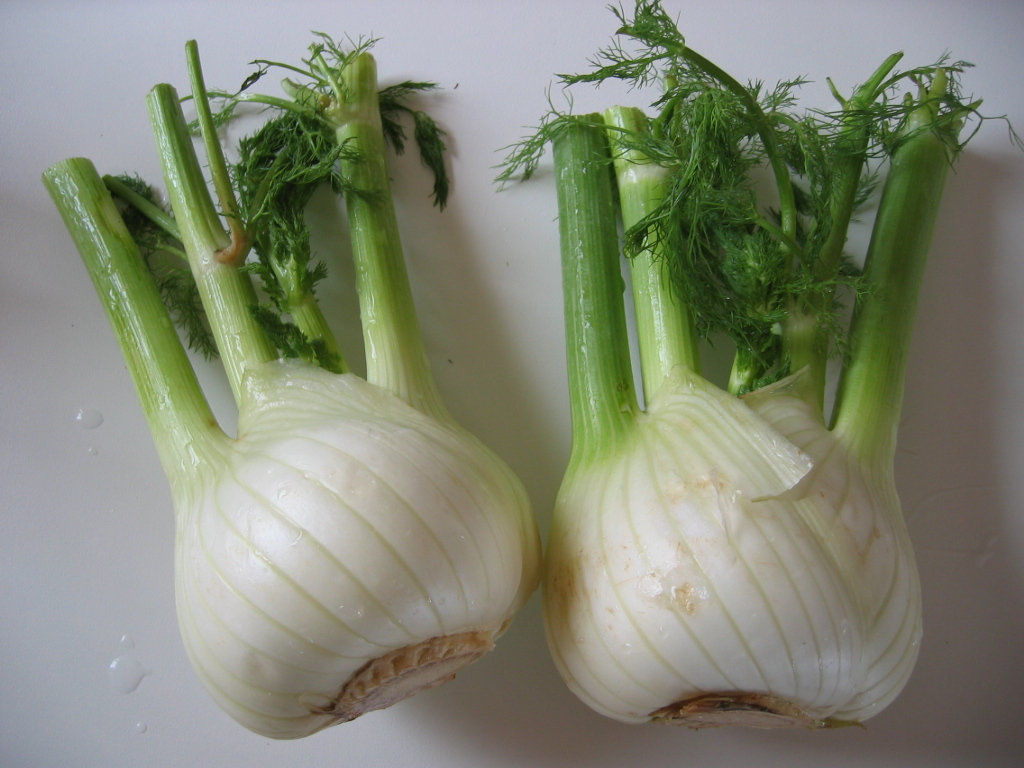
Légume.
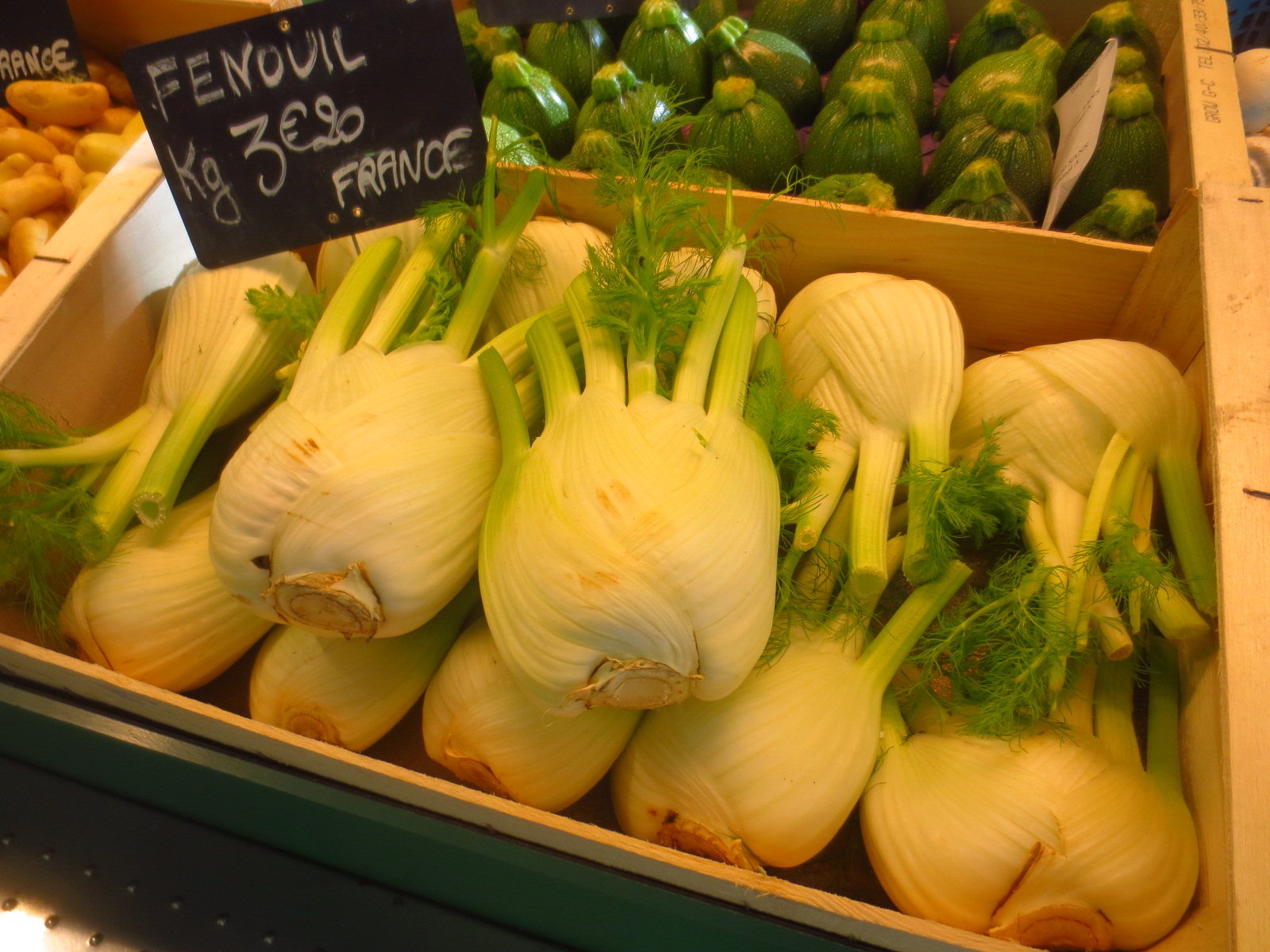
Présentation du commerce.
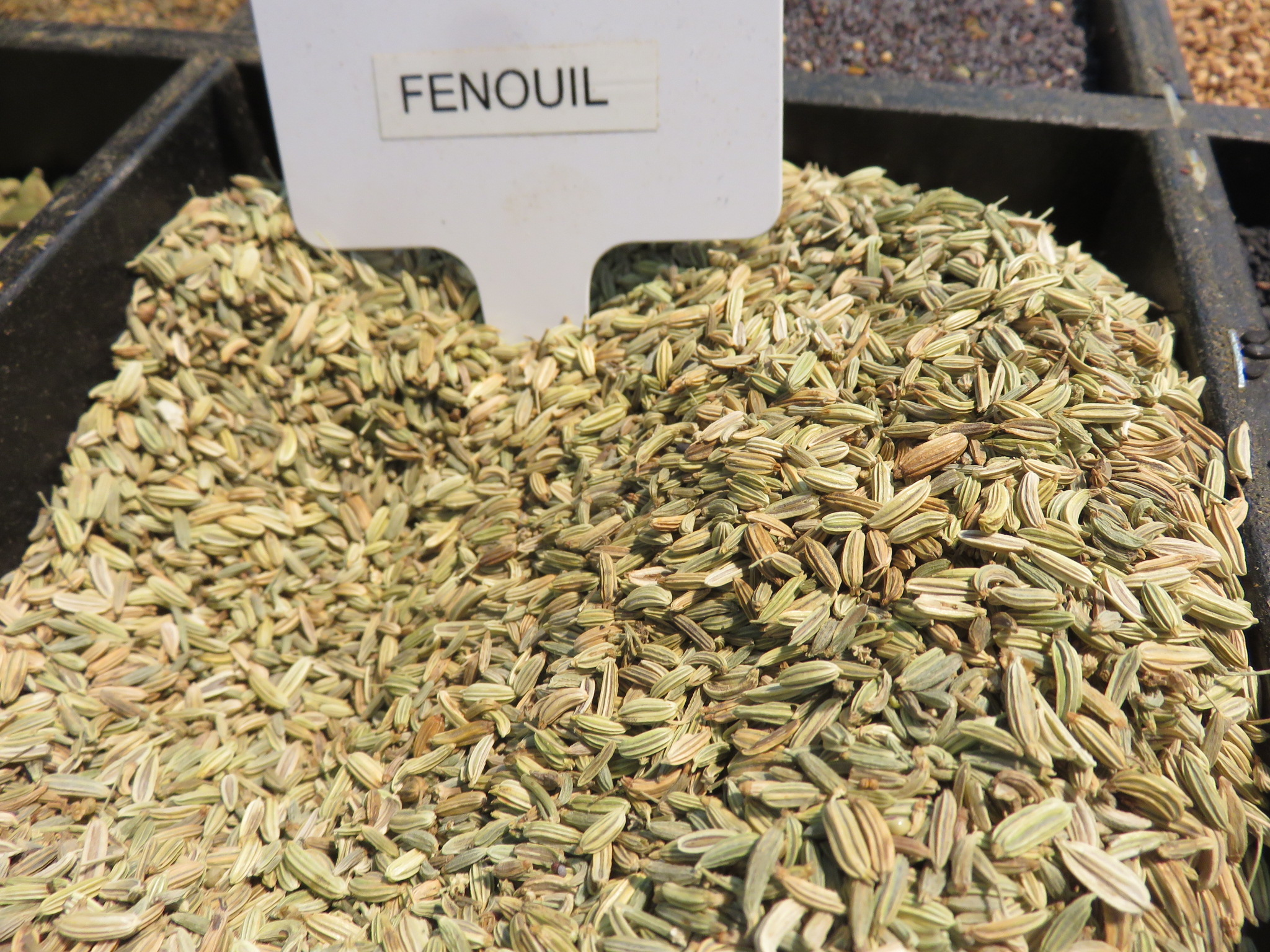
Graines du commerce.

## Interactions écologiques

### Parasites
Le fenouil sauvage est sujet à la formation de galles, à la suite de la ponte d'un insecte parasite : Lasioptera carophila, un Cecidomyiidae qui pond au point d'insertion d'une ombellule sur l'ombelle. Cet insecte est très discret.
Les graines de fenouil sont parfois parasitées par une autre cécidomyiie Kiefferia pericarpiicola, provoquant une galle.
Des orthoptères (sauterelles) pondent parfois dans les tiges de fenouil.
Des chenilles de lépidoptères (papillons) comme le machaon (Papilio machaon) peuvent se nourrir du feuillage sans, le plus souvent, causer de réels dégâts, cette espèce ne pondant que peu d'œufs sur la même plante.
Les larves du Buprestidae Anthaxia bedeli Abeille de Perrin, 1893 et du Cerambycidae Phytoecia rufipes (Olivier, 1795) se développent dans les tiges.

#### Parasitoïdes
Certains insectes parasitoïdes viennent pondre dans les galles. Ce sont :
- Eulophidae :
  - Pnigalio mediterraneus, parasite de la mouche de l'olive (Bactrocera olea)
  - Aprostocetus dauci.
- Eupelmidae :
  - Eupelmus confusus, parasite de B. oleae
- Eurytomidae :
  - Eurytoma laserpitii.
- Torymidae :
  - Torymus curtisi,
  - Torymus flavipes.

Les fenouils sont les bienvenus dans les oliveraies car leurs parasites sont victimes de parasitoïdes qui attaquent aussi la mouche de l'olive.

## Le légume

### Composition chimique
Le fenouil est composé de :
- anéthol (un des composants du pastis[4]),
- alpha-pinène,
- camphène,
- limonène,
- phellandrène[Lequel ?],
- pectine,
- corps gras,
- sucres,
- oxalate de calcium,
- amidon.

L'huile essentielle tirée de ses graines contient principalement du trans-anéthole (65 à 84%) et de l'estragol (4 à 13%) - ces deux composant sont également les principaux composants de l'huile essentielle des graines d'Anis vert. En moindre quantité on trouve également du limonène (2 à 6%) et du fenchone (1 à 5%).

### Culture
Le fenouil aime les expositions chaudes et ensoleillées, en sol bien drainé. C'est une plante vivace très rustique, qui supporte très bien la sécheresse. On le trouve fréquemment au bord des routes. Il se récolte d'août à novembre (voir tradition du fenouil du folklore marseillais).
Voici un exemple de méthode de plantation. Les graines sont semées par groupe de 3 à 4 à 0,5 cm de profondeur avec un espacement de 45 cm. Seule la plantule la plus vigoureuse sera conservée. Il est aussi possible d'acheter de jeunes plants et de les repiquer au jardin espacés de 45 cm.
Quand le bulbe a atteint environ la taille d'un œuf, il est préférable de butter.
Afin d'obtenir un fenouil bien tendre, un arrosage au moins une fois par semaine est conseillé en fonction de la région et de la pluviométrie.
Les fleurs sont éliminées en coupant les tiges florales.
Un semis sera refait tous les 2 ou 3 ans. [réf. souhaitée]
La croyance veut qu'il ne faille pas planter le fenouil près de l’aneth pour éviter toute hybridation. Cependant malgré leur ressemblance, ce sont deux genres distincts et aucun cas d'hybridation n'a jamais été recensé. [réf. nécessaire]

#### Variétés cultivées
Plus de 90 variétés sont inscrites au catalogue européen des espèces et variétés et plus de 20 au catalogue officiel français
.
La plupart sont des variétés hybrides améliorées telles que : Carmo, Donatello, Rafaello, etc.
Quelques variétés non hybrides sont utilisées : Doux de Florence, Doux précoce d'été, Géant mammouth perfection, Latina.

### Compagnonnage végétal
Le fenouil ne fait pas bon ménage avec les tomates, la coriandre, les fèves ou auprès d'autres ombellifères. Pour éviter tout retard de croissance, mieux vaut donc là aussi l’exiler à côté de plantes dont il ne perturbe pas la pousse comme le céleri à côtes, le céleri-rave ou le poireau. En association avec la menthe ou de la sauge, il protège les choux des chenilles et des papillons.

## Utilisation

### Usage culinaire
En cuisine, c'est un légume dont toutes les parties, racines, feuilles et graines, sont comestibles. Son goût est proche de celui de l'anis. Il est souvent associé aux poissons, aux mélanges de légumes, en salade ou aux soupes... On peut le consommer cru ou cuit. Les graines de fenouil (en graines ou poudre) sont utilisées comme épice ou aromate, notamment dans les cuisines juive, italienne et chinoise (où le fenouil entre dans la composition du mélange aux cinq parfums).

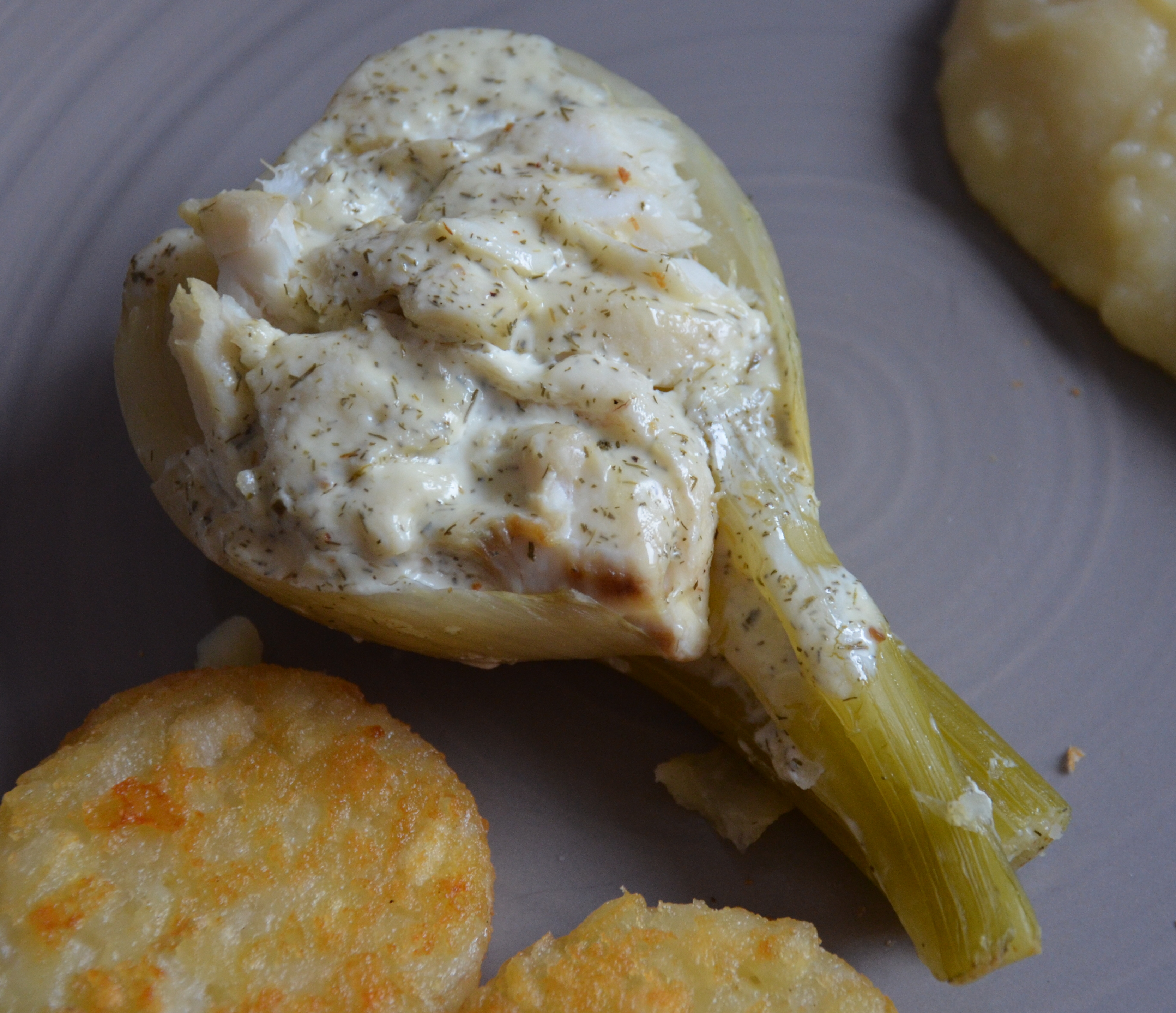
Farci au cabillaud et crème d'aneth.
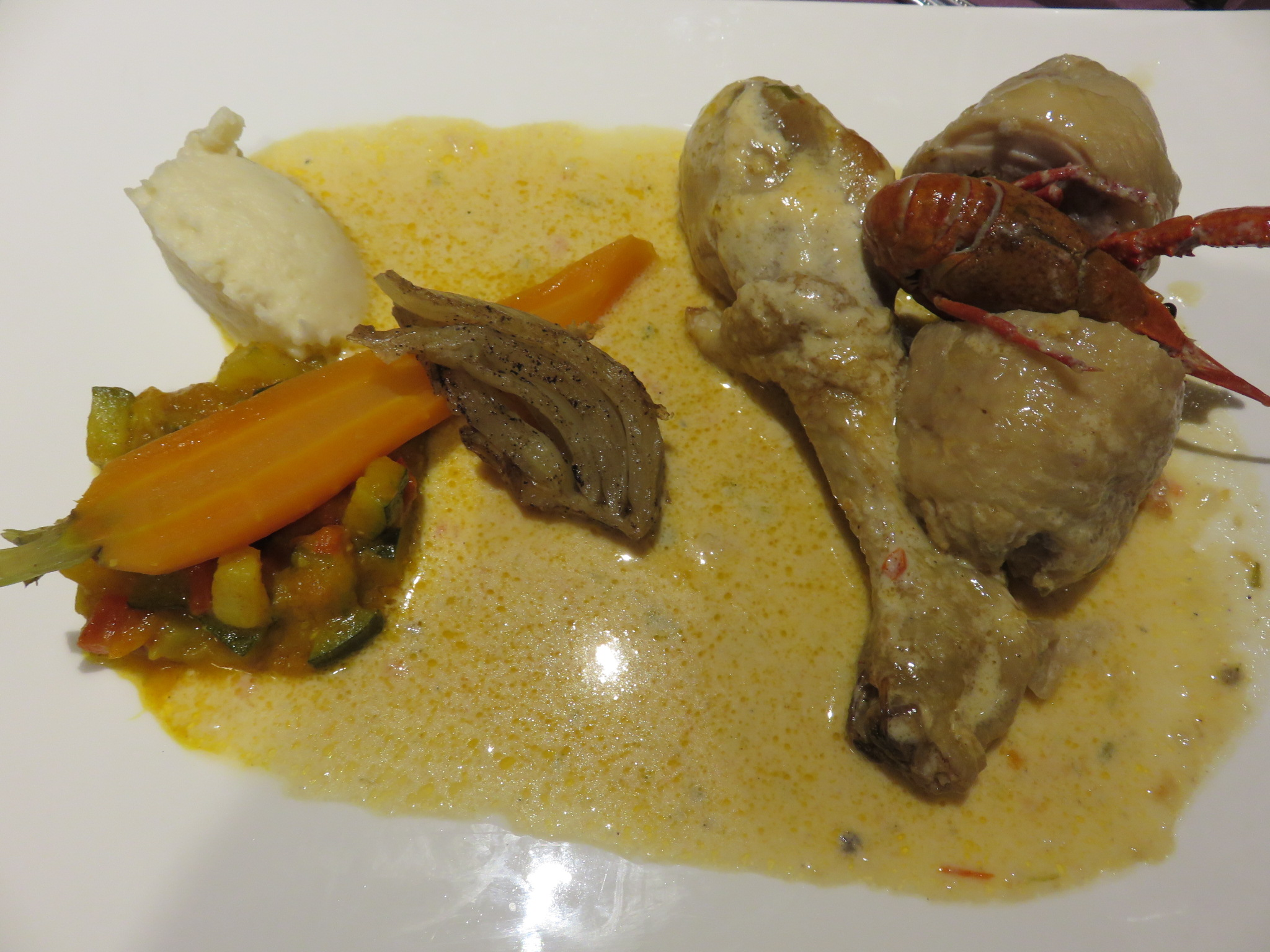
Poulet aux écrevisses.
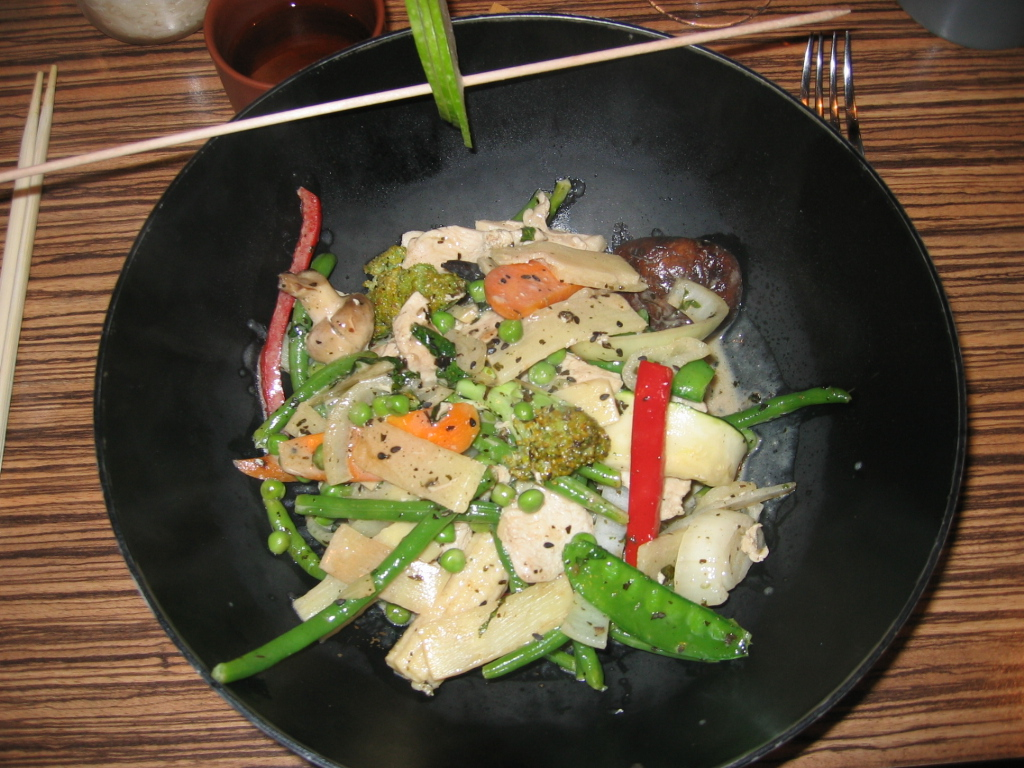
Wok.
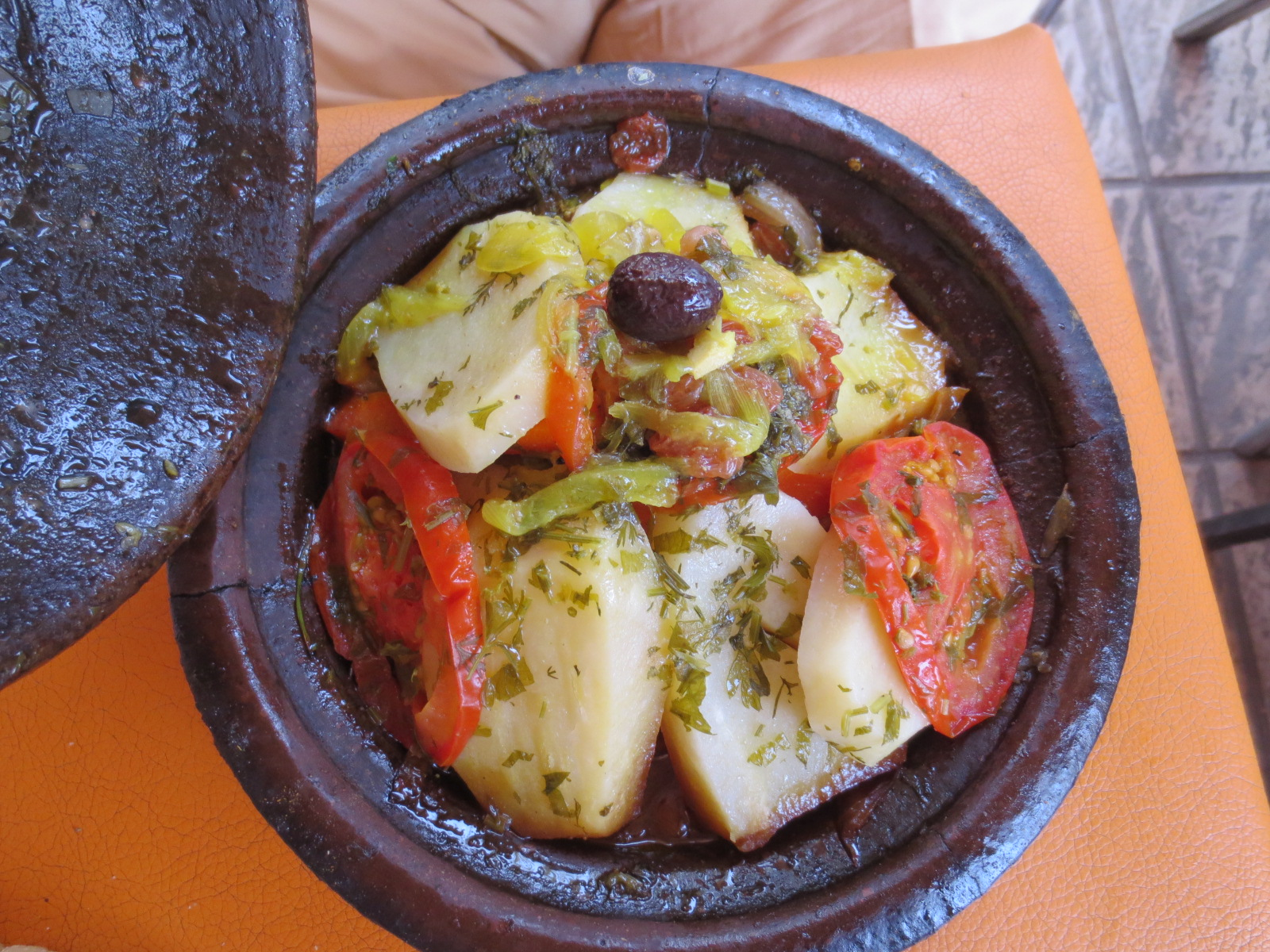
Tajine.
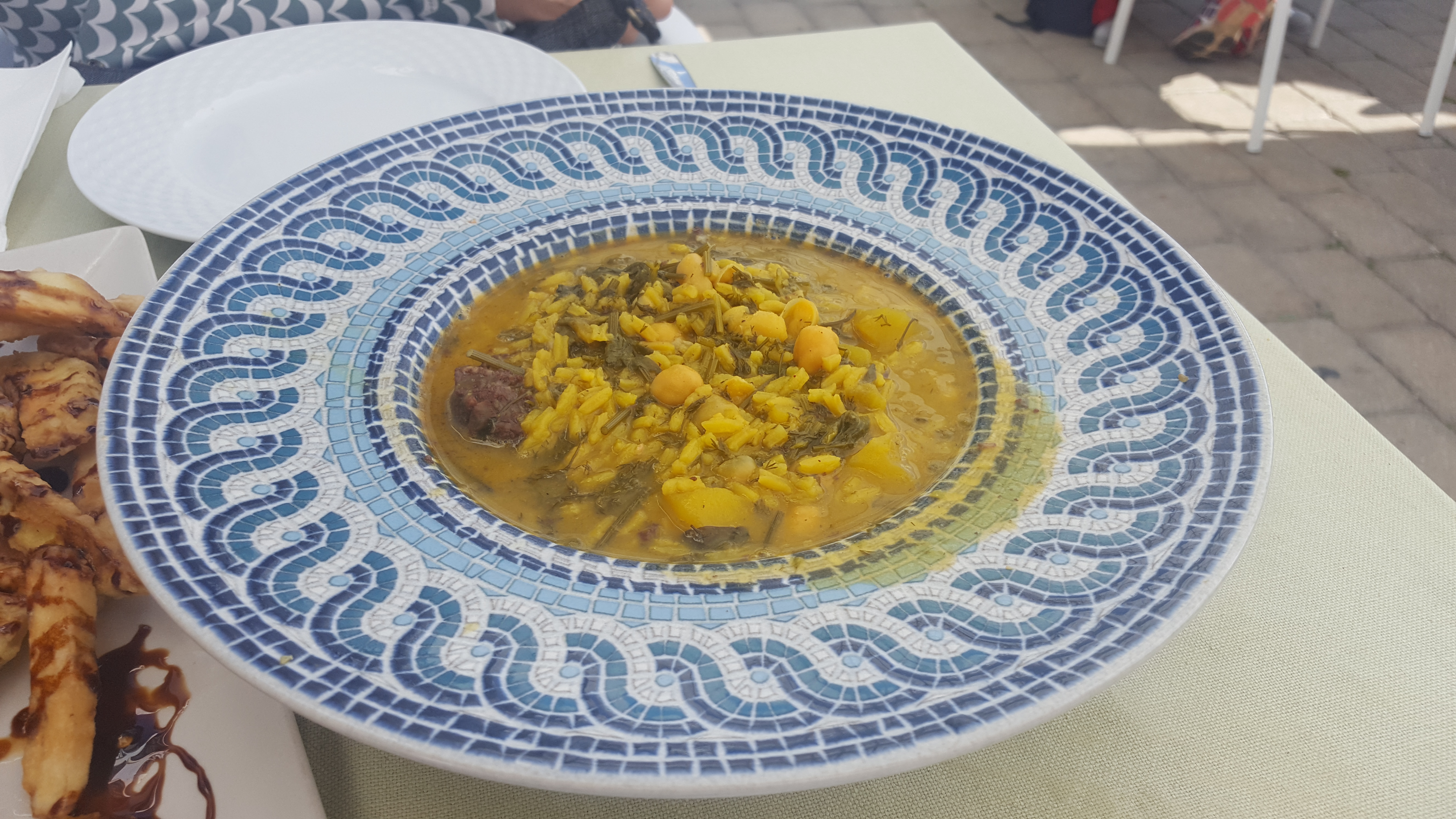
Puchero de Hinojos (Ragoût au fenouil).

Il entre également dans la fabrication d'apéritifs comme le Pastis ou l'absinthe, de liqueurs, conservateurs ou aromates d'usage domestique.

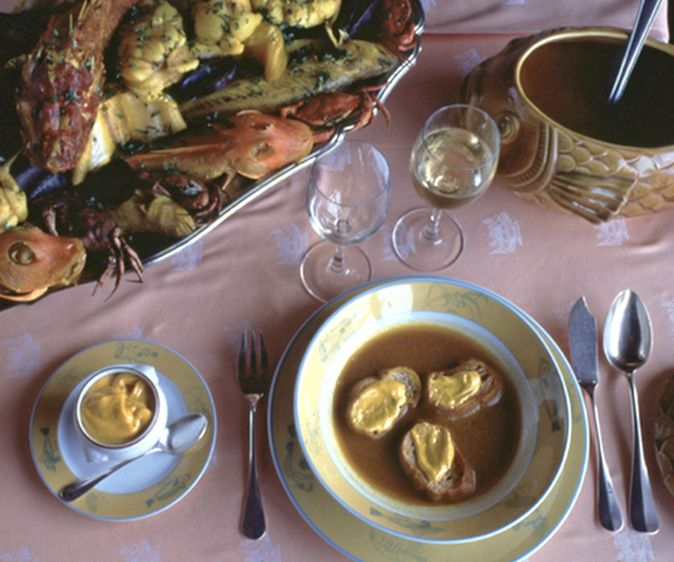
Bouillabaisse.
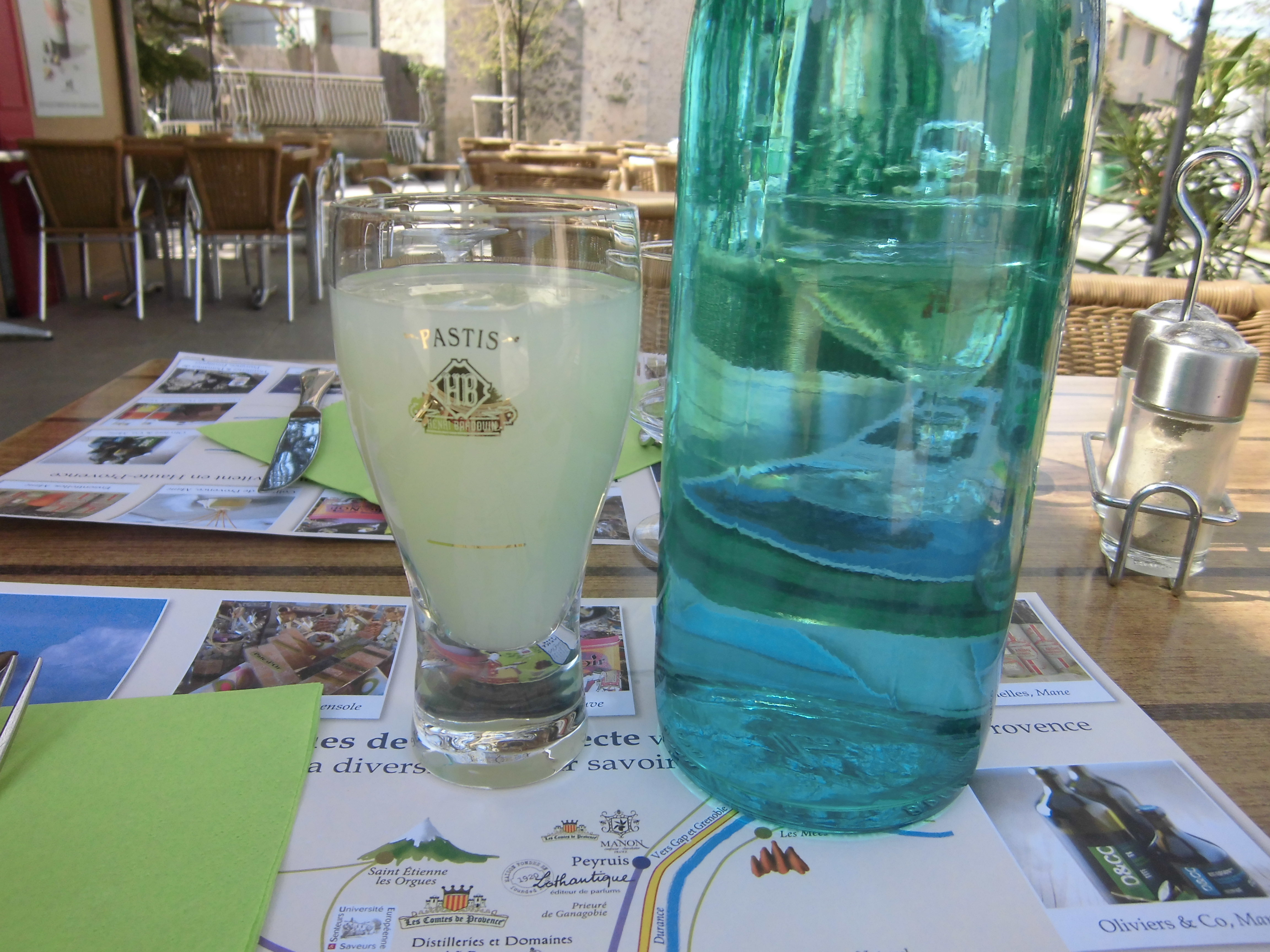
Pastis.
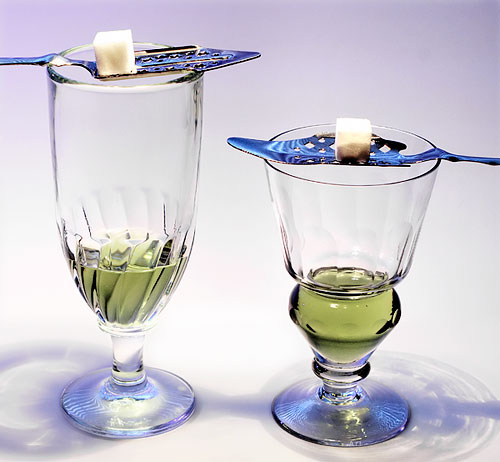
Absinthe.

### Usage enphytothérapie
Le fenouil est utilisé en herboristerie et phytothérapie, cependant ses « vertus » médicales ne doivent pas être surestimées.
- Parties utilisées : racine et fruits
- Propriétés : carminatif[10], galactogène[10], diurétique[10], expectorant[10], antispasmodique[10], œstrogénique (emménagogue grâce à une hormone végétale proche de l'œstrogéne)[11], antiparasitaire (l'huile essentielle)[10]
- Formes : huile, poudre, infusion.

C'est une des quatre semences chaudes des anciens, répertoriée ainsi à cause de son importante action carminative et eupeptique. On l'utilise donc en cas d'aérophagie, ballonnement, digestion difficile, nausée, maux d'estomac...
Les fruits amers sont parfois utilisés comme expectorants dans des tisanes ou des sirops antitussifs, ou comme décontractants ou carminatifs dans différents médicaments.
Son huile a également la réputation d'être galactogène.*
La tisane de fenouil et ses huiles essentielles sont déconseillées aux femmes enceintes ou allaitantes et aux enfants de moins de 5 ans du fait de la teneur en œstrogène de la plante,.
Bien que déconseillée, pour la mère qui allaite, l'infusion aux graines de fenouil est réputée, dans l'optique de calmer les coliques de nouveau-nés.
À haute dose, le fenouil entraîne des crises épileptiformes avec contractures et tremblements nerveux, un abattement général, une somnolence et des hallucinations 
De nombreuses entreprises vendent des gélules d'extrait de fenouil comme « brûle-graisse » ou amincissant miracle : contrairement aux prétentions, aucun de ces produits n'a jamais fait l'objet d'une évaluation médicale, et il s'agit d'une simple arnaque commerciale.

## Histoire
Jadis[Quand ?], Foeniculum vulgare était considéré comme une plante magique associée à la magie blanche mais également aphrodisiaque.
La plante est originaire du bassin méditerranéen. Des traces en ont été retrouvées en Macédoine et en Grèce, en Égypte, en Turquie mais aussi en Chine. Son nom vient du latin faeniculum (ou foeniculum), diminutif de faenum (ou foenum) « foin », donc « petit foin » , désignant une graminée odorante.
Découvert pendant l'Antiquité, dans la Grèce antique le fenouil sauvage était associé à la claire vision, mais aussi un emblème de la force et de la jeunesse. En effet le mot grec pour le fenouil est marathon, et celui-ci rappelait  la bataille éponyme dans la ville de ce nom, ainsi que le messager annonciateur de la victoire des Grecs contre les Perses. Lors de l'invasion de la Grande-Bretagne, les Romains apportèrent la plante dont des graines se perdirent en chemin ; elle servait alors à rafraîchir l'haleine. Dans la civilisation romaine, c'était la plante sacrée de Bacchus. Un grand pied de fenouil, représentant un symbole phallique, fut son emblème durant les bacchanales,.
À l'époque carolingienne, il fait partie des plantes dont Charlemagne recommandait la culture via la capitulaire de Villis. Au XIIe siècle il est recommandé pour ses vertus médicinales par Hildegarde de Bingen. Au Moyen Âge le Fenouil était reconnu comme anti-venin faisant partie de la thériaque. Cette association du Fenouil à des bienfaits d'anti-venin vient d'observations anciennes où le serpent sortant de son hivernage, vient se débarrasser de sa vieille peau, qui le rend aveugle, par le suc du Fenouil, lui permettant de muer au printemps.
En Italie, toujours au Moyen Âge, il était considéré comme une plante permettant de repousser les démons et esprits : le fenouil était alors accroché aux demeures de certains paysans voire à l'intérieur des serrures.
Les premières variétés cultivées ne comportaient pas de bulbe, ce sont les tiges et les graines seulement qui étaient consommées: en France les variétés à bulbe sont introduites au XVIe siècle. Cependant l'utilisation des bulbes n'est attestée dans les livres de recette qu'à la fin du XIXe siècle. Ses qualités gustatives sont vantées par Auguste Escoffier dans les années 1920, mais la population française ne commence à en consommer significativement qu'à partir des années 1950.

## Évocation dans l'art

### Poésie
- Fenouil est un poème de François Le Lionnais de l'Oulipo, il ne contient qu'un seul mot : « Fenouil ».

### Audiovisuel
- Le combat au fenouil est évoqué dans l'épisode Unagi IV du livre IV de la série télévisée Kaamelott.